# Barbara Brenner
Barbara Brenner (Baltimore, 17 de outubro de 1951 — São Francisco, 10 de maio de 2013) foi uma autora, ativista e advogada americana dos direitos das mulheres e direitos civis. Ela foi diagnosticada com câncer em 1993 à 1996. Ela se formou na Universidade de Princeton.  Morreu aos 61 anos, em 10 de maio de 2013.

## Biografia
Barbara é uma autora premiada, especializada em obras de ficção e material educacional de não ficção que lida com animais, natureza e ecologia. Seus interesses vão desde o mundo natural (ou seja, Thinking About Ants Hardcover de 1997) até a história americana (por exemplo, Wagon Wheels 1978), todos refletidos no amplo escopo de seu trabalho. Ela discutiu que o Contemporary Authors Online suas influências e como elas afetaram sua carreira literária, concluindo que: 
| “ | Todas as circunstâncias da minha vida conspiraram para me tornar uma escritora - apenas sorte, eu acho. | ” |

 Brenner frequentou a Seton Hall University (antiga escola) e a Rutgers University de 1942 a 1946, enquanto também trabalhava como editora de texto na Prudential Financial de 1942 a 1946. Seu trabalho como agente de artistas a preparou para uma vida literária, após o nascimento de seus dois filhos ela começou a trabalhar em seu primeiro livro Somebody's Slippers, Somebody's Shoes, publicado em 1957. Ela seguiu este livro com um livro ilustrado educacional intitulado Barto Takes the Subway (1961), projetado para melhorar a compreensão da leitura e o vocabulário visual.

## Obras literárias
- Somebody's Slippers, Somebody's Shoes. New York: W. R. Scott, 1957
- Barto Takes the Subway. New York: Knopf, 1961.
- Beef Stew. New York: Knopf, 1965.
- The Flying Patchwork Quilt. New York: Knopf, 1965 (ilustrado por Fred Brenner)
- On the Frontier with Mr. Audubon. New York: Coward, McCann & Geoghegan, 1977.
- Wagon Wheels. New York: Harper, 1978.
- The Tremendous Tree Book. New York: Four Winds Press, 1979.
- Dinosaurium. Boston: Bantam, 1993.
- Chibi. (com Julia Takaya) Boston: Clarion, 1996.
- Thinking about Ants. Boston: Mondo, 1997.
- Voices: Poetry and Art From Around the World. (editora) New York: National Geographic Society, 2001.